# Via della Conciliazione

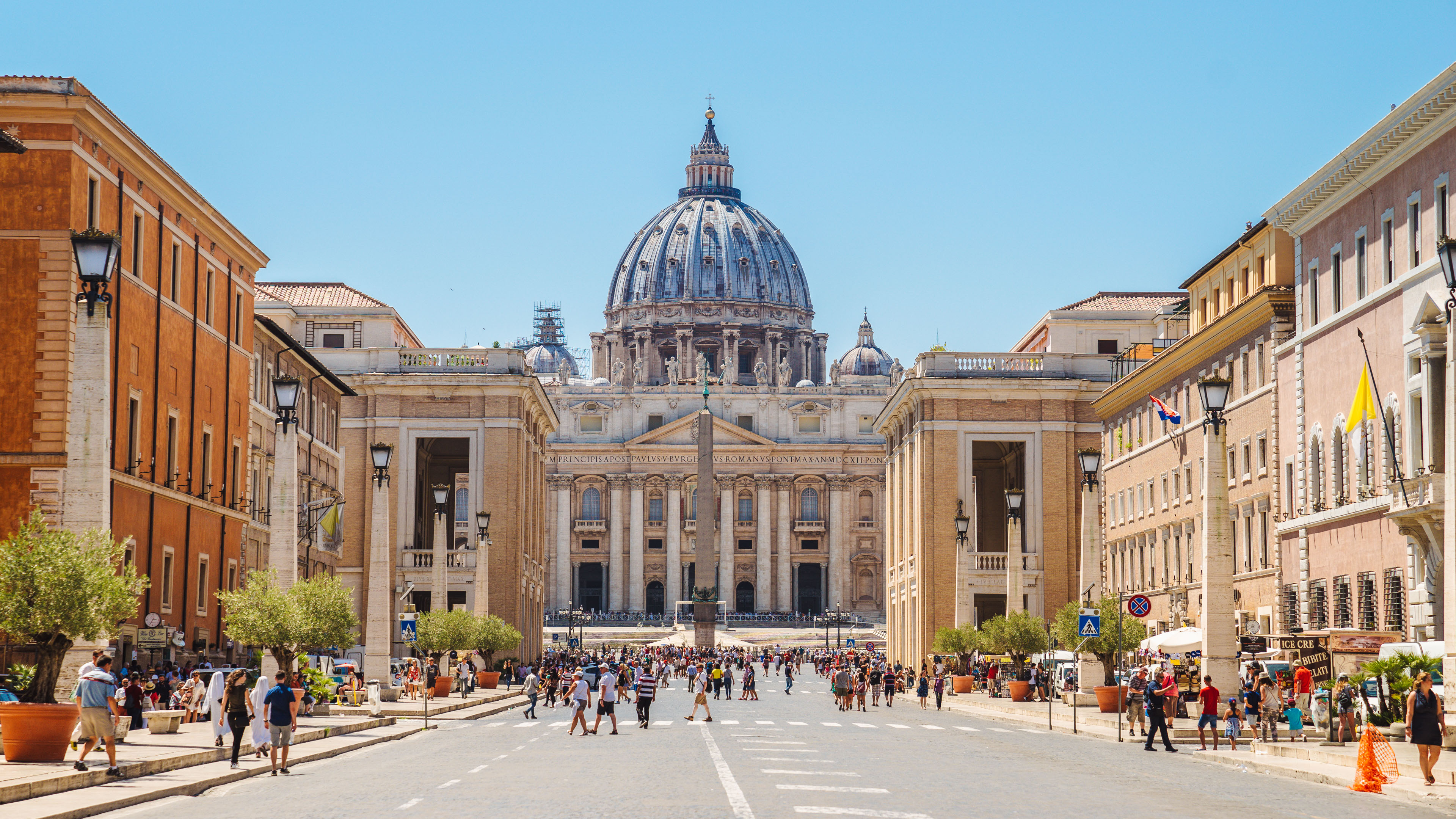
Via della Conciliazione atualmente.

A Via della Conciliazione (em português: Via da Conciliação) é uma rua do Rione de Roma que conecta a Basílica de São Pedro e o Castelo de Santo Ângelo, este localizado às margens do rio Tibre. A rua foi construída entre 1936 e 1950 e foi a primeira forma de conexão direta com a Praça de São Pedro. Hoje é constituída por bancos, lojas e construções religiosas. É tema de controvérsia entre os historiadores que estudam os aspectos de sua construção.

## História
Vários planos haviam sido esboçados sobre a construção de uma conexão urbana do Vaticano com a cidade de Roma. O primeiro arquiteto a apresentar seus planos foi Leon Battista Alberti durante o pontificado de Nicolau V. Alberti defendia a construção de um amplo boulevard que iria até as margens do Tibre. Alguns projetos incluíam a construção de duas vias distintas partindo da Praça de São Pedro e formando um elipse e outros arquitetos defendiam a construção de duas vias separadas por uma colunata e por prédios residenciais.
Ambos os projetos foram aprovados pela Santa Sé mas foram logo descartadas para evitar gastos e despesas. O Vaticano levantou um cálculo aproximado dos custos da possível construção em 1651. O resultado foi a votação de vários cardeais para a demolição dos prédios que antes ocupavam o local do boulevard.
Em 1656, o aclamado arquiteto do Vaticano, Gian Lorenzo Bernini, foi contratado pelo Papa para promover uma reforma na via em frente a Basílica. Sem ignorar as ideias dos antecedentes, Bernini construiu a avenida em forma de elipse e nela dispôs prédios em estilo medieval, de forma a proporcionar uma "iluminação" aos fiés que chegassem a Praça de São Pedro. A morte do Papa Alexandre VII pôs fim a obra de Bernini e a via permaneceu abandonada e inacabada.
Após a reconstrução do Borgo no século XV, o local da Via della Conciloazione permanecia ocupado por prédios residenciais por mais de 500 anos. A iniciativa da conclusão da via partiu do Reino de Itália em união aos Estados Pontifícios durante o século XIX em resposta à Questão Romana.

### Era Mussolini

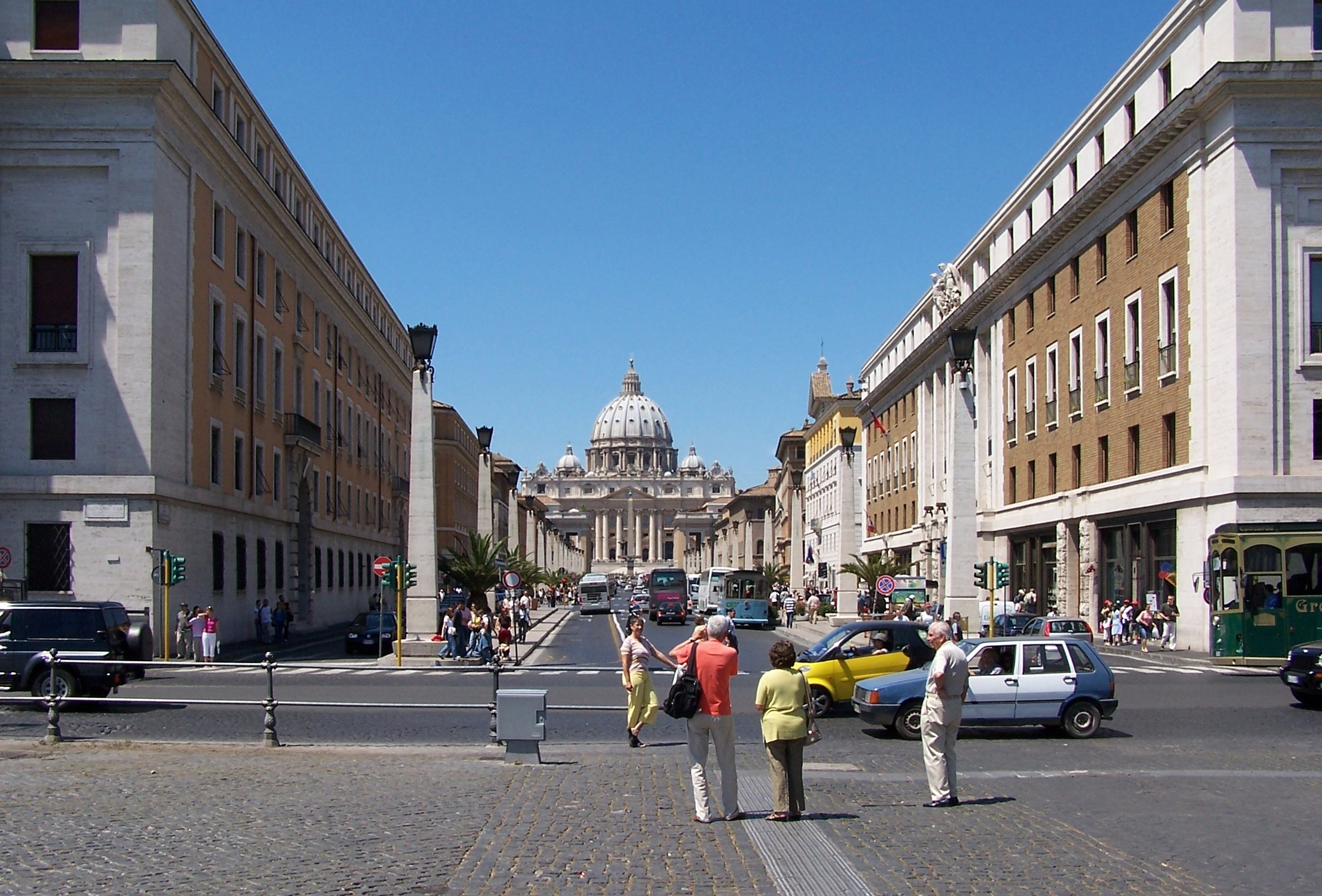
A movimentada Via della Conciliazione.

O então primeiro-ministro, Benito Mussolini assinou um acordo em nome do rei que reivindicava a construção de uma via conectando a Basílica de São Pedro e o coração da capital italiana. Mussolini imcubiu os arquitetos Marcello Piacentini e Attilio Spaccarelli desta missão. Baseando-se nos planos anteriores de Bernini, Piacentini incentivou a colocação de postes de iluminação dos dois lados da via.

## Hoje
Desde a sua inauguração, a via tem sido a principal conexão de Roma com a Cidade do Vaticano e algumas vezes assume o papel de anexo à Praça de São Pedro.